# Проблема Геттьє
Проблема Геттьє постає як заперечення так званій класичній теорії знання (КТЗ або ж з англійської Justified True Belief (JTB), що в перекладі означає "обґрунтована правдива віра), яка визначає усвідомлення як думку (переконання), яка є повністю обґрунтованою та правдивою. Але постає заперечення, адже обґрунтованою й правдивою думка може бути залежно від ситуації. Це в свою чергу означає, що такий погляд не є знанням, як стверджує класична теорія знання. Тож КТЗ може бути помилковою. Проблема Геттьє полягає в удосконаленні класичної теорії знання з метою навчитись поводитись з подібними випадками випадково обґрунтованої й виправданої думки або ж взагалі замінити його іншим кращим аналізом. Існування цієї проблеми повертає нас до відомої тристорінкової статті, написаної американським філософом Едмундом Геттьє, під назвою "Is Justified True Belief Knowledge?" (1963) (укр. "Чи є обґрунтована й правдива думка знанням?"). Проблема Геттьє є одною з головних проблем сучасної теорії пізнання.    

## Стандартний аналіз знань як обґрунтована істинна думка
До публікації статті Геттьє більшість дослідників теорії пізнання припускали, що знання можна аналізувати як обґрунтовану й правдиву думку. Якщо ж точніше, то:
Суб’єкт S знає, що P, тоді і тільки тоді, коли: 
- (i) суб'єкт S вірить, що P...
- (ii) P є істинним, і...
- (iii) суб'єкт S має гарні підстави вірити, що P...

Згідно з першою умовою (умова переконання) можна знати тільки те, у що віриш. (За цією умовою слова "вірити", "думати", "вважати правдивим", "бути переконаним" використовуються як синоніми, що, власне, часто спостерігається в сучасній теорії пізнання). Згідно з другою умовою (умова дійсності, або ж умова істини) можна знати лише те, що насправді є. Відповідно до третьої умови (умова обґрунтування) думка не має бути просто випадковим вгадуванням.  Переконана людина має бути в змозі обґрунтувати свій погляд. Проте що саме мається на увазі під третьою умовою, точно невідомо. Сам Геттьє висуває лише два припущення щодо обґрунтування, які є відносно несуперечливими (порівняймо Геттьє 1963: 121):
1. Фалібілізм: обґрунтована думка може бути хибною.
2. Метод дедукції: якщо з однієї обґрунтованої думки витікає інша логічно правильна, то і друга думка є виправданою.

Проблема Геттьє має бути актуальною для всіх тих варіантів стандартного аналізу знань, які поділяють обидва припущення щодо обґрунтування.

## Контрдокази Геттьє
Геттьє наводить два контрприклади обґрунтованих істинних думок, які, однак, не є знаннями. У цих випадках виконуються три умови, але мова не йде про знання. Тому трьох умов стандартного аналізу недостатньо.

### Перший контрприклад
Сміт і Джонс подали заявку на роботу. Сміт має вагомі підстави вважати наступне:
- (a) Джонс отримає роботу, і у кишені Джонса лежать десять монет

Причини такого припущення Сміта (а) полягають у тому, що шеф запевнив його, що він зрештою обере Джонса, а також що він, Сміт, десять хвилин тому порахував монети в кишені напарника. З твердження (а) Сміт робить наступний підсумок:
- (b) Людина, яка отримає роботу, має десять монет у кишені.

Сміт робить таке припущення (b) лише з тієї причини, що вважає таке завершення подій логічним. У цьому випадку припущення Сміта (b) є обґрунтованими.
Однак складається так, що Сміт, навіть не здогадуючись про це, отримує роботу, й, окрім того, має десять монет у кишені. Тому припущення b є істинним на відміну від припущення а, яке є хибним.
З прикладу витікає наступне:
- (i) Сміт вважає, що...(b),
- (ii) припущення b є правдивим,
- (iii) Сміт має гарні підстави вважати, що...(b).

Але також зрозуміло, що Сміт не знає, що припущення b є істинним. І воно є істинним лише з тієї причини, що саме Сміт отримує роботу і має десять монет у гаманці, а не навпаки. Сміт обґрунтовує свою думку (b) тим, що  він підрахував монети, що лежать в кишені у Джонса, а також своїм хибним припущенням стосовно того питання, хто отримає роботу.  

### Другий контрприклад
У другому контрприкладі Геттьє Сміт робить висновок з того, що Джонс їздить на Форді. У нього є вагомі підстави для такого припущення: відтоді, як він познайомився з Джонсом, він (Джонс) завжди їздив на Форді, а якось навіть Джонс запросив Сміта покататися з ним. Крім того, у Сміта є ще один друг, на ім'я Браун, чиє актуальне місцеперебування Сміту невідоме.
Маючи вагомі підстави для припущення
- (c) «У Джонса є автівка марки Форд»

Сміт робить наступний висновок (d):
- (d) Джонс володіє Фордом, або Браун перебуває в Барселоні.

Але реальність геть інша: насправді у Джонса взагалі немає Форда, він просто позичив цю автівку. З цього витікає, що припущення (c), для якого Сміт нібито мав вагомі причини, є хибним. Однак за випадковим збігом обставин Браун насправді зараз в Барселоні, що робить твердження (d) вірним. В цій ситуації у Сміта є реальна обґрунтована думка, проте це не порівнюється зі справжніми знаннями. 

### Загальна характеристика
Загалом проблеми Геттьє характеризуються тим, що обґрунтоване переконання стає істинним в інший від очікуваного спосіб. Новий аналіз знань має розглянути цей епістемічний збіг.

## Складнощі, пов'язані з розв'язанням проблеми

### Усунення помилкових припущень
В обох прикладах здійснення пошуків обґрунтованої й правдивої думки відбувається шляхом висновку з помилкових тверджень. Проте зарано думати, що стандартний аналіз покращився б лише через додавання додаткових умов. 
- (iv) Думка, що P..., не ґрунтується на висновку з хибного припущення.

Інші ж приклади показали, що цього модифікованого стандартного аналізу недостатньо (див. Feldman 1974), наприклад: Сміт заходить у кімнату й бачить Джонса. Він одразу ж формує обґрунтовану думку
- (e) Джонс у кімнаті.

Проте насправді він бачив не Джонса, а іншу людину, його навмисне зроблену копію. А ось, як воно іноді трапляється, Джон і справді в кімнаті, але Сміт його, звісно, взагалі не бачив. 
Думка Сміта, що Джонс перебуває у кімнаті, є обґрунтованою, вона не спирається на хибні припущення, проте ще не є знанням. 

### Вимога обґрунтування причинних зв'язків
Ідея вимоги причинності між фактом і вірою в те саме, тобто:
- (iv) розуміння, що віра перебуває у причинно-наслідковому взаємозв'язку з фактом

вирішує основну проблему, а також вище наведений приклад копії, оскільки немає причинно-наслідкового зв’язку між присутністю Джонса та вірою Сміта в це. Однак і в цьому випадку можна поміркувати про причинно-наслідковий зв'язок, якщо ж, наприклад, припустити, що репродукція в кімнаті була лише тому, що Джонс створив її там. У цій версії нове визначення знання також є недосконалим. Заперечення про те, що тут бракує адекватного причинно-наслідкового зв’язку, суперечить визначенню «адекватний».     

### Вимога ймовірності успіху
Іншою можливістю було б вимагання однозначного успіху, тобто щоб припущення, у яке віриш, справді виявилось істинним. Тому що тоді малоймовірні випадки проблем Геттьє, які траплялись, були б виключені з концепції знання.
Зрештою переконання, що не виграєш у лотерею, також можна вважати знанням у випадку, якщо це здійсниться, адже такий результат є дуже очікуваним. З іншого боку, стверджувати, що ти не тільки думаєш, але й знаєш, що ти не виграв, здається абсурдним.

### Епістемічна різниця між думкою та знанням
Німецькомовне спростування проблеми Геттьє можна знайти в епістемічному розрізненні Стіна Олафа Велдінга понять думка та знання: Є причини для думки P, які ніяк не пов'язані зі знанням, що P. Таким чином, власна оцінка мотиву або мотивів для P є вирішальною: якщо Q вважається достатньою підставою для P, то людина, спираючись на аргумент Q, може стверджувати, що вона знає, що P. І якщо Q оцінюється як недостатній аргумент для P, тоді Q може стати причиною того, що людина буде думати або вірити, що P. Оскільки не існує універсальних критеріїв щодо того, чи достатнім є обґрунтування, аби вважати твердження P істинним незалежно від судження суб’єкта, неможливо визначити поняття думки чи знання.

## Історична класифікація
Розуміння знання як обґрунтованої істинної думки часто приписують Платону. У діалозі Менон можна знайти традиційне визначення знання (епістеме), а саме знання як логічну думку, пов’язану з обґрунтуванням (orthe doxa, від грец. «пряма думка»): Замість того, щоб вислизнути з поточного розгляду, правильно обґрунтована думка закріплюється у пам'яті. У Горгія поняття знання й переконання визначаються тим, що до знань завжди належить правда, проте в переконаннях її може не бути; так само стверджує Платон щодо "правдивої думки з підтвердженням" (alethes doxa meta bebaioseo) у діалозі Політик.
Проте Платон ставить під сумнів цей аналіз у Теететі : тут він точно заперечує, що знання (епістема) є «справжньою думкою [про х] зі знанням різниці [що відрізняє х від усіх відповідних альтернатив х-подібного типу], причини або пояснення» (doxa orthê meta epistêmês diaphorotêtos: logou [...] proslêpsis). Визначення знання як «істинної думки з обґрунтуванням» відкидається, оскільки обґрунтування думки, у свою чергу, мало б бути виправданим, а також обґрунтування виправдання, що призвело б до нескінченного регресу. Швидше, мав би бути необґрунтований початок усіх підтверджень. Тому доказ думки має базуватися на наявних знаннях, щоб перетворити справжню думку на знання. Однак визначення «знання — це правдива думка, обґрунтована вже наявними знаннями» також не може бути дійсним, оскільки термін, який потрібно визначити, включено у пояснення, і це призвело б до циклічної аргументації. Діалог закінчується апоретично.
У першій половині 20 століття все ще поширювалась інформація, що Платон аналізував знання як правдиву, виправдану думку, і тому його можна вважати тим, хто започаткував стандартний аналіз.

## Дивись також
- Знання

### Першоджерела
- Edmund Gettier: Is Justified True Belief Knowledge? in: Analysis, 23, 1963, с. 121-123. Українською "Чи є обґрунтована й правдива думка усвідомленням?" In: Peter Bieri (ред.) : Аналітична філософія знання. Франкфурт-на-Майні 1987, с. 91-93.
- Edmund Gettie (2013). "¿Una creencia verdadera justificada es conocimiento? / Is Justified True Belief Knowledge?" (ed. English-Spanish). Trad. P. Vélez León. Disputatio. Philosophical Research Bulletin с. 185–193.

### Інші джерела
- Gerhard Ernst, Lisa Marani (Hrsg.): Das Gettierproblem. Eine Bilanz nach 50 Jahren. Mentis, Münster 2013, ISBN 978-3-89785-840-4
- Richard Feldman: An Alleged Defect in Gettier Counterexamples. In: Australasian Journal of Philosophy, 52, 1974, с. 68–69.
- Alvin Goldman: A Causal Theory of Knowing. In: The Journal of Philosophy, 64, 1967, с. 335–372
- Martin Grajner: Erkenntnistheorie. In: Breitenstein, Rohbeck (Hrsg.): Philosophie. Metzler, Stuttgart / Weimar 2011, с. 147 (149–152)
- Keith Lehrer, Thomas Paxson: Knowledge: Undefeated Justified True Belief. In: The Journal of Philosophy, 66, 1969, с. 1–22.
- Robert Nozick: Philosophical Explanations. Cambridge/MA 1981, ISBN 0-674-66479-5
- Marshall Swain: Epistemic Defeasibility. In: American Philosophical Quarterly, 11, 1974, с. 15–25.

## Веб-посилання
- Matthias Steup: Eintrag in Edward N. Zalta (Hrsg.): Stanford Encyclopedia of Philosophy.
- Stephen Hetherington: Gettier Problems. In: J. Fieser, B. Dowden (Hrsg.): Internet Encyclopedia of Philosophy.
- James Pryor: Theory of Knowledge: The Gettier Problem.
- Peter Millican: Gettier and Other Complications. (Запис лекції)